# Колесов, Андрей Рудольфович
Андрей Рудольфович Колесов (Пустой шаблон {{ВД-Преамбула}} ) — советский и российский хоккеист, нападающий.

## Биография
Воспитанник ярославского хоккея. В сезоне 1986/87 дебютировал за ярославское «Торпедо» в первой лиге. С сезона 1988/89 — игрок ШВСМ Ярославль, в сезоне-1990/91 также провёл 21 матч за «Торпедо» в высшей лиге. По хоу следующего сезона стал выступать за ЦСКА-2 и сыграл 12 матчей за ЦСКА в высшей лиге. В сезоне-1992/93 провёл 41 матч за ЦСКА и по четыре матча за «Торпедо» и «Яринтерком», после чего завершил профессиональную карьеру.
Работал детским тренером в ХК «Рыбинск» (2010/11). Председатель правления ярославской спортивно-оздоровительной общественной организации «Детский хоккей» (с 2008). В 2016 году в Ярославле была открыта «Школа мастерства Андрея Колесова».